# Gouvernement Vranitzky IV
 (août 2023).
Si vous disposez d'ouvrages ou d'articles de référence ou si vous connaissez des sites web de qualité traitant du thème abordé ici, merci de compléter l'article en donnant les références utiles à sa vérifiabilité et en les liant à la section « Notes et références ».
IIe République d'Autriche
Vranitzky III Vranitzky V
Le gouvernement Vranitzky IV (en allemand : Bundesregierung Vranitzky IV) est le gouvernement fédéral autrichien entre le 29 novembre 1994 et le 18 décembre 1995, durant la dix-neuvième législature du Conseil national.

## Majorité et historique
Dirigé par le chancelier fédéral social-démocrate sortant Franz Vranitzky, ce gouvernement est formé et soutenu par une « grande coalition » entre le Parti social-démocrate d'Autriche (SPÖ) et le Parti populaire autrichien (ÖVP), qui disposent ensemble de 117 députés sur 183, soit 63,9 % des sièges au Conseil national.
Il a été formé à la suite des élections législatives du 9 octobre 1994 et succède au gouvernement Vranitzky III, soutenu par une alliance identique. Malgré le fait que le SPÖ, en recul de plus de sept points, ait perdu 15 députés sur 80, et l'ÖVP, qui régresse de plus de quatre points, passe de 60 à 52 députés, la grande coalition est toujours majoritaire et aucune alternative stable et crédible n'existe, ce qui permet son maintien au pouvoir.
Après que Wolfgang Schüssel a été élu président fédéral du Parti populaire, les deux partis n'ont pu se mettre d'accord sur un projet de budget fédéral. Face à une telle impasse, le chancelier a dissous le Conseil national et appelé à des élections législatives anticipées le 17 décembre 1995. Après ce scrutin, au cours duquel le SPÖ remonte de plus de trois points tandis que l'ÖVP reste stable, les deux partis, après trois mois de négociations, forment le gouvernement Vranitzky V. 

## Composition

### Initiale (29 novembre 1994)
- Par rapport au gouvernement Vranitzky III, les nouveaux ministres sont indiqués en gras, ceux ayant changé d'attributions en italique.

| Fonction                                                                       | Nom | Nom                | Parti |
| ------------------------------------------------------------------------------ | --- | ------------------ | ----- |
| Chancelier fédéral                                                             |     | Franz Vranitzky    | SPÖ   |
| Vice-chancelier Ministre fédéral de l'Enseignement et des Affaires culturelles |     | Erhard Busek       | ÖVP   |
| Ministre fédéral des Affaires étrangères                                       |     | Alois Mock         | ÖVP   |
| Ministre fédéral des Affaires économiques                                      |     | Wolfgang Schüssel  | ÖVP   |
| Ministre fédéral du Travail et des Affaires sociales                           |     | Josef Hesoun       | SPÖ   |
| Ministre fédéral des Finances                                                  |     | Ferdinand Lacina   | SPÖ   |
| Ministre fédérale de la Santé et de la Protection des consommateurs            |     | Christa Krammer    | SPÖ   |
| Ministre fédéral de l'Intérieur                                                |     | Franz Löschnak     | SPÖ   |
| Ministre fédérale de la Jeunesse et de la Famille                              |     | Sonja Moser        | ÖVP   |
| Ministre fédéral de la Justice                                                 |     | Nikolaus Michalek  | Sans  |
| Ministre fédéral de la Défense nationale                                       |     | Werner Fasslabend  | ÖVP   |
| Ministre fédéral de l'Agriculture et des Forêts                                |     | Wilhelm Molterer   | ÖVP   |
| Ministre fédéral de l'Environnement                                            |     | Maria Rauch-Kallat | ÖVP   |
| Ministre fédéral de l'Économie publique et des Transports                      |     | Viktor Klima       | SPÖ   |
| Ministre fédéral de la Science, de la Recherche et des Arts                    |     | Rudolf Scholten    | SPÖ   |
| Ministre fédérale des Affaires féminines                                       |     | Johanna Dohnal     | SPÖ   |

### Remaniement du 6 avril 1995
- Les nouveaux ministres sont indiqués en gras, ceux ayant changé d'attributions en italique.

| Fonction                                                                       | Nom | Nom                 | Parti |
| ------------------------------------------------------------------------------ | --- | ------------------- | ----- |
| Chancelier fédéral                                                             |     | Franz Vranitzky     | SPÖ   |
| Vice-chancelier Ministre fédéral de l'Enseignement et des Affaires culturelles |     | Erhard Busek        | ÖVP   |
| Ministre fédéral des Affaires étrangères                                       |     | Alois Mock          | ÖVP   |
| Ministre fédéral des Affaires économiques                                      |     | Wolfgang Schüssel   | ÖVP   |
| Ministre fédéral du Travail et des Affaires sociales                           |     | Franz Hums          | SPÖ   |
| Ministre fédéral des Finances                                                  |     | Andreas Staribacher | SPÖ   |
| Ministre fédérale de la Santé et de la Protection des consommateurs            |     | Christa Krammer     | SPÖ   |
| Ministre fédéral de l'Intérieur                                                |     | Caspar Einem        | SPÖ   |
| Ministre fédérale de la Jeunesse et de la Famille                              |     | Sonja Moser         | ÖVP   |
| Ministre fédéral de la Justice                                                 |     | Nikolaus Michalek   | Sans  |
| Ministre fédéral de la Défense nationale                                       |     | Werner Fasslabend   | ÖVP   |
| Ministre fédéral de l'Agriculture et des Forêts                                |     | Wilhelm Molterer    | ÖVP   |
| Ministre fédéral de l'Environnement                                            |     | Maria Rauch-Kallat  | ÖVP   |
| Ministre fédéral de l'Économie publique et des Transports                      |     | Viktor Klima        | SPÖ   |
| Ministre fédéral de la Science, de la Recherche et des Arts                    |     | Rudolf Scholten     | SPÖ   |
| Ministre fédérale des Affaires féminines                                       |     | Helga Konrad        | SPÖ   |

### Remaniement du 4 mai 1995
- Les nouveaux ministres sont indiqués en gras, ceux ayant changé d'attributions en italique.

| Fonction                                                            | Nom | Nom                 | Parti |
| ------------------------------------------------------------------- | --- | ------------------- | ----- |
| Chancelier fédéral                                                  |     | Franz Vranitzky     | SPÖ   |
| Vice-chancelier Ministre fédéral des Affaires étrangères            |     | Wolfgang Schüssel   | ÖVP   |
| Ministre fédéral des Affaires économiques                           |     | Johannes Ditz       | ÖVP   |
| Ministre fédéral du Travail et des Affaires sociales                |     | Franz Hums          | SPÖ   |
| Ministre fédéral des Finances                                       |     | Andreas Staribacher | SPÖ   |
| Ministre fédérale de la Santé et de la Protection des consommateurs |     | Christa Krammer     | SPÖ   |
| Ministre fédéral de l'Intérieur                                     |     | Caspar Einem        | SPÖ   |
| Ministre fédérale de la Jeunesse et de la Famille                   |     | Sonja Moser         | ÖVP   |
| Ministre fédéral de la Justice                                      |     | Nikolaus Michalek   | Sans  |
| Ministre fédéral de l'Agriculture et des Forêts                     |     | Wilhelm Molterer    | ÖVP   |
| Ministre fédéral de la Défense nationale                            |     | Werner Fasslabend   | ÖVP   |
| Ministre fédéral de l'Environnement                                 |     | Martin Bartenstein  | ÖVP   |
| Ministre fédérale de l'Enseignement et des Affaires culturelles     |     | Elisabeth Gehrer    | ÖVP   |
| Ministre fédéral de l'Économie publique et des Transports           |     | Viktor Klima        | SPÖ   |
| Ministre fédéral de la Science, de la Recherche et des Arts         |     | Rudolf Scholten     | SPÖ   |
| Ministre fédérale des Affaires féminines                            |     | Helga Konrad        | SPÖ   |